# E. B. Nash
Eugene Beauharis (E.B.) Nash (1838 - 1917) foi um homeopata americano. Foi formado na Faculdade de Medicina Homeopática de Cleveland em 1874. Atuou como professor da Matéria Médica Homeopática no New York Medical College e também deu aulas no Hospital Homeopático de Londres.
Em 1903 tornou-se presidente da Associação Internacional de Hahnemann (IHA). É conhecido, sobretudo, pela autoria de vários livros sobre homeopatia.

## Obras
- Directions for the domestic use of important homeopathic remedies, N.Y., 1874
- Leaders in Homeopathic Therapeutics:with Grouping and Classification, Philadelphia, Boericke & Tafel, 1899(1st Ed), 1900 (2nd Ed), 1907 (3rd Ed), 1913(4th Ed)
- Leaders in typhoid fever, Philadelphia, Boericke & Tafel, 1900
- Leader for the use of sulphur, with comparisons, Philadelphia, Boericke & Tafel, 1907
- How to take the case and to find the simillimum, Philadelphia, Boericke & Tafel, 1907 (1st ed), 1914 (2d ed)
- Leaders in respiratory organs, Philadelphia: Boericke & Tafel, 1909.
- The testimony of the clinic, Philadelphia, Boericke & Tafel, 1911.